# Europameisterschaften 1928
Als Europameisterschaft 1928 oder EM 1928 bezeichnet man folgende Europameisterschaften, die im Jahr 1928 stattfanden:
- Cadre-45/2-Europameisterschaft 1928
- Eiskunstlauf-Europameisterschaft 1928
- Motorrad-Europameisterschaft 1928
- Rennrodel-Europameisterschaften 1928